# كلب (يبعث)

تعديل مصدري - تعديل

كلب هي إحدى قرى عزلة يبعث بمديرية يبعث التابعة لمحافظة حضرموت، بلغ تعداد سكانها 135 نسمة حسب تعداد اليمن لعام 2004.